# Maury (ruisseau)
Pour les articles homonymes, voir Maury.
La Maury est un ruisseau du sud-ouest de la France,  dans le département de la Charente (région Nouvelle-Aquitaine). C'est un affluent du Né, c'est-à-dire un sous-affluent de la Charente.

## Géographie
D'une longueur de 24,1 kilomètres, la Maury prend sa source sur la commune de Brossac à l'altitude 155 mètres, dans le Bois de Bouchet, entre les deux lieux-dits chez Bréard et chez Rabanier.
Elle coule globalement du sud vers le nord.
Elle conflue avec le Né sur la commune de Ladiville, à l'altitude 48 mètres.

## Communes et cantons traversés
Dans le seul département de la Charente, la Maury traverse 12 communes et 3 cantons :
- dans le sens amont vers aval : Brossac (source), Châtignac, Passirac, Chillac, Berneuil, Challignac, Brie-sous-Barbezieux, Saint-Aulais-la-Chapelle, Angeduc, Saint-Bonnet, Péreuil, Ladiville (confluence).

Soit en termes de cantons, la Maury prend source dans le canton de Brossac, longe le canton de Blanzac-Porcheresse, conflue dans le canton de Barbezieux-Saint-Hilaire.

## Affluents
La Maury a deux affluents référencés :
- le ruisseau de l'Épine (rg) 2 km, sur la seule commune de Chillac.
- le ruisseau la Maurie, ou la Gorre[2] (rd) 6,9 km, sur les quatre communes de Challignac, Berneuil, Brie-sous-Barbezieux, Poullignac.